# Luigi Locati
Luigi Locati (* 23. Juli 1928 in Vinzaglio, Provinz Novara, Italien; † 14. Juli 2005 in Isiolo, Kenia) war von 1995 bis zu seinem Tod Apostolischer Vikar von Isiolo.

## Leben
Locati stammte aus dem Erzbistum Vercelli im Piemont. Er erhielt die Priesterweihe am 29. Juni 1952, kam 1963 als Missionar nach Kenia, wurde Pfarrer in Isiolo und gründete die erste katholische Pfarrei in Meru. Bei der Zentralregierung erreichte er die Anerkennung der lange vernachlässigten Volksgruppe der Turkana. Am 15. Dezember 1995 wurde er zum Apostolischen Vikar von Isiolo ernannt und am 4. Februar 1996 durch Jozef Kardinal Tomko unter Mitwirkung von Tarcisio Bertone, dem einige Monate zuvor ausgeschiedenen Alt-Erzbischof von Vercelli, zum Titularbischof von Zica geweiht. Gleichzeitig mit seiner Ernennung wurde er am 15. Dezember 1995 von Papst Johannes Paul II. auch zum Mitglied der vatikanischen Kongregation für die Evangelisierung der Völker bestellt. Als Verwalter des neu geschaffenen Jurisdiktionsgebiets bemühte er sich um Ausbildungsmöglichkeiten für junge Menschen und guten Kontakt zur Bevölkerungsmehrheit der Muslime. In der Region gibt es starke ethnische und soziale Spannungen, vor allem zwischen Ackerbauern und Viehzüchtern. Wenige Tage vor dem Tod des Bischofs gab es in Marsabit etwa 300 km nördlich von Isiolo bewaffnete Unruhen mit 60 bis 90 Toten, darunter vielen Kindern (Turbi-Massaker), bei denen Tausende von Menschen vertrieben wurden. Sprecher der verschiedenen Religionsgemeinschaften verurteilten die Regierung wegen ihrer untätigen Haltung.
Am Abend des 14. Juli 2005 wurde Locati auf dem Weg zu seiner Wohnung in Begleitung eines Leibwächters auf offener Straße erschossen. Er wurde von zwei Projektilen in Kopf und Hals getroffen. Am Tatort wurden Personaldokumente gefunden, die den Tätern zugeordnet wurden. Ob Locatis Tod mit den politischen Auseinandersetzungen der vorausgegangenen Wochen in Zusammenhang stand, konnte zunächst nicht bestätigt werden; die Polizei schloss eine Verbindung aufgrund der beträchtlichen Entfernung zum Ort der ethnischen Unruhen bereits zu Anfang aus. Allerdings herrschen in Isiolo die gleichen ethnischen Verhältnisse wie in der Konfliktregion. Locati hatte aus Altersgründen bereits seinen Rücktritt eingereicht und erwartete die Ernennung eines Nachfolgers. Er wollte auch danach in seiner Wahlheimat Kenia bleiben. Das Requiem am 20. Juli hielt der Apostolische Nuntius, Erzbischof Alain Lebeaupin, in Anwesenheit des Staatspräsidenten Mwai Kibaki und Tausender von Gläubigen. Locati wurde in der Krypta der 1990 fertig gestellten Kathedrale St. Eusebius in Isiolo beigesetzt.

## Hintergründe der Ermordung und Prozess gegen die Täter
Im August 2005 verhaftete die Polizei sechs Tatverdächtige, darunter den Priester Guyo Waqo Malley, der am Abend des Mordanschlags mit dem Bischof zu Abend gegessen und seine Ermordung geplant und in Auftrag gegeben haben soll. Im Hintergrund stand ein Machtkampf um die Kontrolle der Diözese und die Verwaltung von Geldern nach der Emeritierung Locatis. Nach Erkenntnissen der Polizei hatte Locati den Priester von der Verwaltung von Spendengeldern nach seinem Ausscheiden auszuschließen versucht.
Der im Mai 2006 begonnene Prozess wurde unterbrochen, nachdem die Angeklagten aussagten, sie seien bei den polizeilichen Verhören gefoltert und zum Geständnis gezwungen worden. Nach achtjährigem Prozess vor mehreren Richtern wurden der Priester und vier Mitangeklagte im November 2014 vom kenianischen Obersten Gerichtshof zum Tode durch Erhängen verurteilt. Die Mutter des Priesters starb an einem Herzinfarkt, als sie vom Schuldspruch gegen ihren Sohn erfuhr. Der sechste Angeklagte, der die Waffe zur Verfügung gestellt hatte, wurde freigesprochen, weil seine Mitwisserschaft nicht bewiesen war. Alle sechs hatten die Tat bestritten, einer der Beschuldigten hatte allerdings vor einem Ermittlungsrichter kurz nach der Verhaftung ein auf Video aufgezeichnetes Geständnis abgelegt, das die übrigen Angeklagten belastete und dessen Verwendbarkeit als Beweismittel in dem Verfahren strittig war. Die Verurteilten legten Berufung gegen den Schuldspruch ein, über die bis 2019 nicht endgültig entschieden werden konnte. Im Herbst 2020 eröffneten sie ein separates Verfahren vor dem Obersten Gerichtshof, mit dem sie die verfassungsrechtliche Grundlage der Beweiswürdigung im Hauptprozess anzufechten versuchten. Schließlich wurden alle Verurteilten von Staatspräsident Uhuru Kenyatta begnadigt, indem er ihre Todesurteile in lebenslange Freiheitsstrafen umwandelte. 2021 wurden die lebenslangen Strafen der Verurteilten auf ihren Antrag unter Anrechnung der 15-jährigen Untersuchungshaft vom Gericht in Nairobi in Freiheitsstrafen von jeweils 27 Jahren umgewandelt. Guyo Waqo Malley erklärte sich reuig und beteuerte, er habe sich durch die lange Zeit im Gefängnis geändert und bitte um eine zweite Chance.